# Coccoloba microphylla
Coccoloba microphylla är en slideväxtart som beskrevs av August Heinrich Rudolf Grisebach. Coccoloba microphylla ingår i släktet Coccoloba och familjen slideväxter. Inga underarter finns listade i Catalogue of Life.